# Tinchy Stryder
Kwasi Danquah (Accra, 14 september 1986), beter bekend als Tinchy Stryder of The star in the Hood, is een Ghanees-Brits ondernemer, investeerder en rapper.

## Biografie
Stryder woonde in de Londense wijk Bow van 1995 tot 2008. Hij ging naar school in de St Bonaventure's Catholic Comprehensive School in het nabijgelegen Forest Gate, Newham. Hier ontmoette hij Callum Snell, nog steeds een vriend van Stryder. Hij verwierf een Bachelor of Arts in digitale kunst, film en animatie aan de Universiteit van Oost Londen. Hij begon muziek te maken in 1997 en kwam in de zakenwereld terecht, onmiddellijk nadat hij zijn 'GCE advanced level' en 'general certificate of education' haalde in 2006.
- Bibliothèque nationale de France: cb161922858 (data)
- Gemeinsame Normdatei: 139142118
- International Standard Name Identifier: 0000 0000 7853 0926
- Library of Congress Control Number: no2009007171
- MusicBrainz: 9e2990ab-4d3d-4fb5-bd9b-1252440f043a
- Virtual International Authority File: 21976826
- WorldCat: E39PBJwhDVdbvhQkjPfdYWHBfq